# Shanghai Open 1998
Lo Shanghai Open 1998  è stato un torneo di tennis giocato sul cemento. È stata la 3ª edizione dell'Kingfisher Airlines Tennis Open, che fa parte della categoria International Series nell'ambito dell'ATP Tour 1998. Il torneo si è giocato a Shanghai in Cina, dal 5 all'11 ottobre 1998.

## Campioni

### Singolare maschile
Michael Chang ha battuto in finale  Goran Ivanišević con il punteggio di 4–6, 6–1, 6–2

### Doppio maschile
Mahesh Bhupathi /  Leander Paes hanno battuto in finale  Todd Woodbridge /  Mark Woodforde con il punteggio di 6–4 6(2)–7 7–6(4)